# 宽翅沙芥
宽翅沙芥（学名：Pugionium dolabratum var. latipterum）为十字花科沙芥属下的一个变种。

## 扩展阅读
- 維基物種上的相關：宽翅沙芥